# Палацо Дела Ровере
Палацо делла Ровере – дворец в Рим, Италия, намиращ се на улица Виа дела Кончилиационе. Известен и като Палацо деи Пенитенциери.
Издигането на двореца е започнато през 1480 г. от кардинал Доменико Дела Ровере, родственик на папа Сикст IV, възможно по проект на флорентинския архитект Бачио Понтели. Дворецът се строи между 1480 и 1490 година; Понтели пределно точно повтаря архитектурния стил на Палацо Венеция. Пет парадни зали сега изпълняват роля на официална приемна стая на Ордена на Светия Гроб Господен Йерусалимски.
Името Палацо деи Пенитенциери се числи към двореца по времето на папа Александър VII, който премества тук папските изповедници известни като penitenzieri. Сега в сградата на Палацо Дела Ровере е резиденцията на Ордена на Светия Гроб Господен Йерусалимски.

## Описание
Сградата има масивна фасада, по примера на Палацо Венеция, с кула на лявата ѝ страна. Името на Доменико Дела Ровере е написано на прозорците на първия етаж, а герба на фасадата принадлежи на папа Климент XIV. Вътре е изрисувана от известния художник Пинтурикио .